# Teateråret 1969

## Händelser

### Januari
- 16 januari - Ingmar Bergman återvänder till Dramaten i Stockholm efter en period om gästregissör på Europas teaterscener, och hans första uppsättning blir Georg Büchners Woyzeck [1].

### Februari
- Februari - Ingmar Bergman misshandlar DN:s teaterrecensent Bengt Jahnsson [2]. Ingmar Bergman döms senare till 5000 kronor i böter.

## Priser och utmärkelser
- O'Neill-stipendiet tilldelas skådespelaren Jan-Olof Strandberg
- Thaliapriset tilldelas skådespelaren Jan-Olof Strandberg
- Jenny Lindstipendiet tilldelas operasångerskan Margareta Jonth

## Årets uppsättningar

### Okänt datum
- Karlsson på taket blir första Astrid Lindgren-pjäs att spelas på Dramaten [3].
- Femaktaren Kralj Gordogan av den kroatiske exildramatikern Radovan Ivšić, ett skådespel som fick spelförbud av de fascistiska myndigheterna 1943, och förblev ospelat också i Titos Jugoslavien, har sin urpremiär på fransk mark som Le roi Gordogane, när det spelas mot bakgrund av slottsruinerna i La Coste.[4]